# Ainhoa Sanz
Pour les articles homonymes, voir Sanz.
Ainhoa Sanz Rodríguez, née le 8 juin 1989 à Urretxu, est une coureuse de fond espagnole spécialisée en skyrunning. Elle a remporté la médaille de bronze de la SkyRace aux championnats d'Europe de skyrunning 2019 et est championne d'Espagne de course en montagne FEDME 2019.

## Biographie
Ainhoa s'illustre en athlétisme durant son enfance, réalisant de bons résultats en course de fond sur 3 000 mètres et en cross-country. Réalisant son potentiel, l'entraîneur Miguel Cristóbal la prend sous aile,,.
Le 21 juin 2008, elle remporte le titre de championne d'Espagne junior du 3 000 mètres steeple en battant le record absolu du Pays basque de la discipline.
Trouvant l'athlétisme sur piste ennuyant, elle s'essaie à la course en montagne en 2012 en prenant part aux championnats d'Espagne de course de montagne RFEA à Tineo. Elle y décroche la médaille de bronze et est sélectionnée pour les championnats d'Europe de course en montagne à Pamukkale, où elle se classe 31e.
Elle connaît ensuite une période creuse sur le plan sportif puis décide de s'essayer au trail court et au skyrunning en 2018. Le 12 mai, elle prend part aux championnats d'Espagne de trail court à Penyagolosa. Elle effectue une lutte féroce avec Sheila Avilés. Les deux femmes terminent la course au coude-à-coude et franchissent la ligne d'arrivée dans la même seconde mais Sheila s'impose pour un cheveu.
Elle connaît une excellente saison 2019. Le 12 mai, elle s'élance sur le trail RAE de Otañes qui accueille les championnats d'Espagne de course en montagne FEDME. La favorite Azara García prend rapidement les devants et s'envole en tête. S'accrochant à la deuxième place, Ainhoa parvient à rattraper son retard et profite de la descente pour augmenter le rythme et passer en tête. Elle s'offre ainsi son premier titre national. Le 31 mai, elle s'illustre en kilomètre vertical en remportant celui de Zegama-Aizkorri. Sélectionnée pour l'épreuve de SkyRace aux championnats d'Europe de skyrunning courue dans le cadre de La Veia SkyRace, elle se rend sur place en avance pour reconnaître le parcours. Ayant pris connaissance du terrain, elle prend un bon départ et mène le début de course avant d'être doublée par Denisa Dragomir et Marcela Vašínová. La Roumaine se détache en tête et file vers la victoire tandis que la Tchèque lâche du terrain. Ainhoa parvient à la doubler mais se fait coiffer au poteau par la Suédoise Fanny Borgström pour la seconde marche du podium. Le 5 octobre, elle domine l'édition inaugurale de la Sky Pirineu pour s'offrir la victoire devant la Britannique Holly Page. Sélectionnée pour les championnats du monde de course en montagne longue distance à Villa La Angostura, elle effectue une solide course pour terminer à la sixième place juste derrière sa compatriote Sheila Avilés. Avec Eli Gordon neuvième, les Espagnoles remportent la médaille d'argent au classement par équipes.
Le 12 septembre 2021, elle prend part à l'édition inaugurale des championnats d'Espagne de course verticale organisés par la Fédération royale espagnole d'athlétisme et courus dans le cadre de l'Ultra Montaña Palentina à Cardaño de Arriba (es). Annoncée comme favorite, elle doit cependant faire face à María Ordóñez avec qui elle effectue un duel serré jusqu'au sprint final où Ainhoa parvient à faire la différence et s'impose pour 16 secondes.

## Palmarès
| no  | féminin            | Course                                                      | Longueur | Départ            | Temps           |
| --- | ------------------ | ----------------------------------------------------------- | -------- | ----------------- | --------------- |
| 64e | Médaille d'or      | Championnats d'Espagne de course en montagne FEDME          | 34 km    | 12 mai 2019       | 3 h 22 min 30 s |
| 21e | Médaille d'or      | Zegama-Aizkorri Kilómetro vertical                          | 3 km     | 31 mai 2019       | 42 min 20 s     |
| 42e | Médaille de bronze | Championnats d'Europe de skyrunning - SkyRace               | 31 km    | 7 septembre 2019  | 3 h 29 min 45 s |
| 44e | Médaille d'or      | Sky Pirineu                                                 | 36 km    | 5 octobre 2019    | 4 h 1 min 44 s  |
| 55e | 6e                 | Championnats du monde de course en montagne longue distance | 41,5 km  | 16 novembre 2019  | 3 h 57 min 4 s  |
| 19e | Médaille d'or      | Championnats d'Espagne de course verticale RFEA             | 7 km     | 12 septembre 2021 | 58 min 14 s     |
| 61e | Médaille de bronze | Zegama-Aizkorri Kilómetro Vertical                          | 3 km     | 24 mai 2024       | 46 min 0 s      |

## Records
| Épreuve              | Épreuve              | Performance     | Date            | Lieu            |
| -------------------- | -------------------- | --------------- | --------------- | --------------- |
| 1 500 mètres         | Plein air            | 4 min 48 s 73   | 15 juillet 2007 | Toulouse        |
| 3 000 mètres         | Plein air            | 10 min 18 s 25  | 5 juillet 2008  | Saint-Sébastien |
| 3 000 mètres         | En salle             | 10 min 0 s 90   | 26 janvier 2008 | Valence         |
| 5 000 mètres         | 5 000 mètres         | 18 min 9 s 24   | 14 juin 2008    | Durango         |
| 10 000 mètres        | 10 000 mètres        | 37 min 35 s 53  | 20 juin 2010    | Basauri         |
| 3 000 mètres steeple | 3 000 mètres steeple | 10 min 45 s 80  | 11 juillet 2008 | Barakaldo       |
| 10 kilomètres        | 10 kilomètres        | 39 min 16 s     | 24 mai 2008     | Ognate          |
| Semi-marathon        | Semi-marathon        | 1 h 25 min 34 s | 31 mars 2012    | Azpeitia        |